# Gerard Eduard Mühlradt
Gerard Eduard Mühlradt (Middelburg, 31 juli 1880 – Zeelst, 4 augustus 1963) was een Nederlands politicus. Van 15 augustus 1931 tot 1946 was Mühlradt burgemeester van Vinkeveen en Waverveen.